# みかきみかこ
みかき みかこは、日本のイラストレーター。フリー。
宮城県仙台市出身。主にテーブルトークRPG関係の書籍のイラストを中心に、ライトノベルの挿絵や原案、キャラクタービジネス等幅広く手がける。また、TRPGリプレイでは自らもプレイヤーとして参加している。

## 作品リスト

### 漫画
- はわっと★ナイトウィザード!

### TRPG関連
- F.E.A.R.
  - 風の聖痕RPGシリーズ（富士見書房・ドラゴンブック）
  - 菊池たけし
    - ナイトウィザードRPGシリーズ（エンターブレイン・ファミ通文庫他）
    - セブン＝フォートレスRPGシリーズ（エンターブレイン・ファミ通文庫）
    - ブレイド・オブ・アルカナ The 3rd Edition リプレイ・ハイデルランド英雄譚（エンターブレイン・ファミ通文庫）
    - アルシャードガイアRPGリプレイ「神薙ぐ御剣（エンターブレイン・ファミ通文庫）

  - 加納正顕
    - 神曲奏界ポリフォニカRPGシリーズ（ソフトバンクパブリッシング・GA文庫）

  - 久保田悠羅
    - まじしゃんず・あかでみいRPGシリーズ（エンターブレイン・ファミ通文庫）
- グループSNE
  - ソード・ワールド2.0ルールブック（2,3）（富士見書房・ドラゴンブック）

#### リプレイ・プレイヤー参加
- ナイトウィザード リプレイ
  - 「星を継ぐ者」「聖なる夜に小さな願いを」（赤羽くれは）
  - 「Price & Wish —サイゴ ノ ネガイ—」「世界が下がる日」（烏丸マリア）
- セブン＝フォートレス リプレイ「フレイスの炎砦」（ポーリィ・フェノール）

### キャラクタービジネス
- うしゃぎ

プライズ商品展開他

### 小説挿絵
- マルアークの種〜片翼の記憶〜 - 細江ひろみ著（ソフトバンクパブリッシング・GA文庫）イラスト・原案
- 放課後ログイン - 神代創著（メディアファクトリー・MF文庫J）
- 絶っ対!ヒミツの同居人。 - 駒尾真子著（メディアワークス・電撃hp掲載）
- ギャルバサラ -戦国時代は圏外です- - 飯山満著（エンターブレイン・KCG文庫）

### その他
- 月刊ファミ通XBOX（エンターブレイン）
- ハヤテのごとく!トレーディングカードゲーム（コナミデジタルエンタテインメント）
- “文学少女”の追想画廊 ／野村美月（エンターブレイン）※ゲストコメント・イラスト

## 同人活動
ちあふる・きっず
TRPGの資料集やリプレイ等中心に展開している。ソード・ワールドRPGやナイトウィザード関連の作品が多く、また「うしゃぎ」関連のグッズも多品種頒布されている。